# Bào Tam Nương
Bào Tam Nương (Chữ Hán: 鮑三娘) là một nhân vật hư cấu trong văn học và trò chơi lấy bối cảnh thời Tam Quốc. Bào Tam Nương là vợ của Quan Sách (con trai thứ ba của Quan Vũ).
Mộ của Bào Tam Nương tại Quảng Nguyên, Tứ Xuyên.